# Lotus 80
O 80 é o modelo da Lotus da temporada de 1979 da Fórmula 1. Foi utilizado em três GPs: Espanha, Mônaco e França. Condutor: Mario Andretti.

## Resultados[1]
(legenda) 
| Ano  | Chassi | Motor                | Pneus | N° | Pilotos        | 1   | 2   | 3   | 4   | 5   | 6   | 7   | 8   | 9   | 10  | 11  | 12  | 13  | 14  | 15  | Pontos  | Posição |  |
| ---- | ------ | -------------------- | ----- | -- | -------------- | --- | --- | --- | --- | --- | --- | --- | --- | --- | --- | --- | --- | --- | --- | --- | ------- | ------- |  |
|      |        |                      |       |    |                |     |     |     |     |     |     |     |     |     |     |     |     |     |     |     |         |         |  |
|      |        |                      |       |    |                | ARG | BRA | RSA | USW | ESP | BEL | MON | FRA | GBR | GER | AUT | NED | ITA | CAN | USA |         |         |  |
| 1979 | 80     | Ford Cosworth DFV V8 | G     | 1  | Mario Andretti |     |     |     |     | 3   |     | Ret | Ret |     |     |     |     |     |     |     | 41 (39) | 4°      |  |

↑1  As doze provas, utilizou o chassi 79 marcando 35 pontos (39 no total).